# Liste der Staatsstraßen in Bayern
Diese Auflistung verweist auf sämtliche Staatsstraßen in Bayern sowie deren Verlauf und deren Lage in den Regierungsbezirken Bayerns. Insgesamt beträgt die Länge der Staatsstraßen in Bayern 13.543 km.
Der Begriff Staatsstraße wird nur in den deutschen Bundesländern Bayern und Sachsen verwendet. In den anderen Bundesländern heißen entsprechende Straßen Landesstraße.
Als Abkürzung für die Staatsstraßen dient das Buchstabenpaar St.

## Nummerierung
Für die Staatsstraßen im Gebiet des Freistaates Bayern sind die Bezeichnungen von St 2001 bis St 2999 vergeben bzw. vorgesehen. Staatsstraßen, die von Baden-Württemberg oder Hessen nach Bayern führen, können die Nummern dieser Länder übernehmen.

## Staatsstraßen
→ Hauptartikel:
- Liste der Staatsstraßen in Mittelfranken
- Liste der Staatsstraßen in Niederbayern
- Liste der Staatsstraßen in Oberbayern
- Liste der Staatsstraßen in Oberfranken
- Liste der Staatsstraßen in der Oberpfalz
- Liste der Staatsstraßen in Schwaben
- Liste der Staatsstraßen in Unterfranken

## Farblegende

### Derzeitige Staatsstraßen
|  | Staatsstraße im Regierungsbezirk Mittelfranken |
|  | Staatsstraße im Regierungsbezirk Niederbayern  |
|  | Staatsstraße im Regierungsbezirk Oberbayern    |
|  | Staatsstraße im Regierungsbezirk Oberfranken   |
|  | Staatsstraße im Regierungsbezirk Oberpfalz     |
|  | Staatsstraße im Regierungsbezirk Schwaben      |
|  | Staatsstraße im Regierungsbezirk Unterfranken  |
|  | Nummer nicht vergeben                          |

### Ehemalige Staatsstraßen
|  | Staatsstraße im Regierungsbezirk Mittelfranken |
|  | Staatsstraße im Regierungsbezirk Niederbayern  |
|  | Staatsstraße im Regierungsbezirk Oberbayern    |
|  | Staatsstraße im Regierungsbezirk Oberfranken   |
|  | Staatsstraße im Regierungsbezirk Oberpfalz     |
|  | Staatsstraße im Regierungsbezirk Schwaben      |
|  | Staatsstraße im Regierungsbezirk Unterfranken  |

## Liste der Staatsstraßen

### St2001 – St2100
| St 2001 | St 2002 | St 2003 | St 2004 | St 2005 | St 2006 | St 2007 | St 2008 | St 2009 | St 2010 |
| St 2011 | St 2012 | St 2013 | St 2014 | St 2015 | St 2016 | St 2017 | St 2018 | St 2019 | St 2020 |
| St 2021 | St 2022 | St 2023 | St 2024 | St 2025 | St 2026 | St 2027 | St 2028 | St 2029 | St 2030 |
| St 2031 | St 2032 | St 2033 | St 2034 | St 2035 | St 2036 | St 2037 | St 2038 | St 2039 | St 2040 |
| St 2041 | St 2042 | St 2043 | St 2044 | St 2045 | St 2046 | St 2047 | St 2048 | St 2049 | St 2050 |
| St 2051 | St 2052 | St 2053 | St 2054 | St 2055 | St 2056 | St 2057 | St 2058 | St 2059 | St 2060 |
| St 2061 | St 2062 | St 2063 | St 2064 | St 2065 | St 2066 | St 2067 | St 2068 | St 2069 | St 2070 |
| St 2071 | St 2072 | St 2073 | St 2074 | St 2075 | St 2076 | St 2077 | St 2078 | St 2079 | St 2080 |
| St 2081 | St 2082 | St 2083 | St 2084 | St 2085 | St 2086 | St 2087 | St 2088 | St 2089 | St 2090 |
| St 2091 | St 2092 | St 2093 | St 2094 | St 2095 | St 2096 | St 2097 | St 2098 | St 2099 | St 2100 |

### St2101 – St2200
| St 2101 | St 2102 | St 2103 | St 2104 | St 2105 | St 2106 | St 2107 | St 2108          | St 2109 | St 2110 |
| St 2111 | St 2112 | St 2113 | St 2114 | St 2115 | St 2116 | St 2117 | St 2118          | St 2119 | St 2120 |
| St 2121 | St 2122 | St 2123 | St 2124 | St 2125 | St 2126 | St 2127 | St 2128          | St 2129 | St 2130 |
| St 2131 | St 2132 | St 2133 | St 2134 | St 2135 | St 2136 | St 2137 | St 2138 St 2138n | St 2139 | St 2140 |
| St 2141 | St 2142 | St 2143 | St 2144 | St 2145 | St 2146 | St 2147 | St 2148          | St 2149 | St 2150 |
| St 2151 | St 2152 | St 2153 | St 2154 | St 2155 | St 2156 | St 2157 | St 2158          | St 2159 | St 2160 |
| St 2161 | St 2162 | St 2163 | St 2164 | St 2165 | St 2166 | St 2167 | St 2168          | St 2169 | St 2170 |
| St 2171 | St 2172 | St 2173 | St 2174 | St 2175 | St 2176 | St 2177 | St 2178          | St 2179 | St 2180 |
| St 2181 | St 2182 | St 2183 | St 2184 | St 2185 | St 2186 | St 2187 | St 2188          | St 2189 | St 2190 |
| St 2191 | St 2192 | St 2193 | St 2194 | St 2195 | St 2196 | St 2197 | St 2198          | St 2199 | St 2200 |

### St2201 – St2300
| St 2201          | St 2202 | St 2203 | St 2204 | St 2205 | St 2206 | St 2207 | St 2208 | St 2209 | St 2210 |
| St 2211          | St 2212 | St 2213 | St 2214 | St 2215 | St 2216 | St 2217 | St 2218 | St 2219 | St 2220 |
| St 2221          | St 2222 | St 2223 | St 2224 | St 2225 | St 2226 | St 2227 | St 2228 | St 2229 | St 2230 |
| St 2231          | St 2232 | St 2233 | St 2234 | St 2235 | St 2236 | St 2237 | St 2238 | St 2239 | St 2240 |
| St 2241          | St 2242 | St 2243 | St 2244 | St 2245 | St 2246 | St 2247 | St 2248 | St 2249 | St 2250 |
| St 2251          | St 2252 | St 2253 | St 2254 | St 2255 | St 2256 | St 2257 | St 2258 | St 2259 | St 2260 |
| St 2261          | St 2262 | St 2263 | St 2264 | St 2265 | St 2266 | St 2267 | St 2268 | St 2269 | St 2270 |
| St 2271          | St 2272 | St 2273 | St 2274 | St 2275 | St 2276 | St 2277 | St 2278 | St 2279 | St 2280 |
| St 2281 St 2281a | St 2282 | St 2283 | St 2284 | St 2285 | St 2286 | St 2287 | St 2288 | St 2289 | St 2290 |
| St 2291          | St 2292 | St 2293 | St 2294 | St 2295 | St 2296 | St 2297 | St 2298 | St 2299 | St 2300 |

### St2301 – St2400
| St 2301 | St 2302 | St 2303 | St 2304 | St 2305 | St 2306 | St 2307 | St 2308 | St 2309 St 2309n | St 2310 |
| St 2311 | St 2312 | St 2313 | St 2314 | St 2315 | St 2316 | St 2317 | St 2318 | St 2319          | St 2320 |
| St 2321 | St 2322 | St 2323 | St 2324 | St 2325 | St 2326 | St 2327 | St 2328 | St 2329          | St 2330 |
| St 2331 | St 2332 | St 2333 | St 2334 | St 2335 | St 2336 | St 2337 | St 2338 | St 2339          | St 2340 |
| St 2341 | St 2342 | St 2343 | St 2344 | St 2345 | St 2346 | St 2347 | St 2348 | St 2349          | St 2350 |
| St 2351 | St 2352 | St 2353 | St 2354 | St 2355 | St 2356 | St 2357 | St 2358 | St 2359          | St 2360 |
| St 2361 | St 2362 | St 2363 | St 2364 | St 2365 | St 2366 | St 2367 | St 2368 | St 2369          | St 2370 |
| St 2371 | St 2372 | St 2373 | St 2374 | St 2375 | St 2376 | St 2377 | St 2378 | St 2379          | St 2380 |
| St 2381 | St 2382 | St 2383 | St 2384 | St 2385 | St 2386 | St 2387 | St 2388 | St 2389          | St 2390 |
| St 2391 | St 2392 | St 2393 | St 2394 | St 2395 | St 2396 | St 2397 | St 2398 | St 2399          | St 2400 |

### St2401 – St2500
| St 2401 | St 2402 | St 2403 | St 2404 | St 2405 | St 2406 | St 2407 | St 2408 | St 2409 | St 2410 |
| St 2411 | St 2412 | St 2413 | St 2414 | St 2415 | St 2416 | St 2417 | St 2418 | St 2419 | St 2420 |
| St 2421 | St 2422 | St 2423 | St 2424 | St 2425 | St 2426 | St 2427 | St 2428 | St 2429 | St 2430 |
| St 2431 | St 2432 | St 2433 | St 2434 | St 2435 | St 2436 | St 2437 | St 2438 | St 2439 | St 2440 |
| St 2441 | St 2442 | St 2443 | St 2444 | St 2445 | St 2446 | St 2447 | St 2448 | St 2449 | St 2450 |
| St 2451 | St 2452 | St 2453 | St 2454 | St 2455 | St 2456 | St 2457 | St 2458 | St 2459 | St 2460 |
| St 2461 | St 2462 | St 2463 | St 2464 | St 2465 | St 2466 | St 2467 | St 2468 | St 2469 | St 2470 |
| St 2471 | St 2472 | St 2473 | St 2474 | St 2475 | St 2476 | St 2477 | St 2478 | St 2479 | St 2480 |
| St 2481 | St 2482 | St 2483 | St 2484 | St 2485 | St 2486 | St 2487 | St 2488 | St 2489 | St 2490 |
| St 2491 | St 2492 | St 2493 | St 2494 | St 2495 | St 2496 | St 2497 | St 2498 | St 2499 | St 2500 |

### St2501 – St2600
| St 2501 | St 2502 | St 2503 | St 2504 | St 2505 | St 2506 | St 2507 | St 2508 | St 2509 | St 2510 |
| St 2511 | St 2512 | St 2513 | St 2514 | St 2515 | St 2516 | St 2517 | St 2518 | St 2519 | St 2520 |
| St 2521 | St 2522 | St 2523 | St 2524 | St 2525 | St 2526 | St 2527 | St 2528 | St 2529 | St 2530 |
| St 2531 | St 2532 | St 2533 | St 2534 | St 2535 | St 2536 | St 2537 | St 2538 | St 2539 | St 2540 |
| St 2541 | St 2542 | St 2543 | St 2544 | St 2545 | St 2546 | St 2547 | St 2548 | St 2549 | St 2550 |
| St 2551 | St 2552 | St 2553 | St 2554 | St 2555 | St 2556 | St 2557 | St 2558 | St 2559 | St 2560 |
| St 2561 | St 2562 | St 2563 | St 2564 | St 2565 | St 2566 | St 2567 | St 2568 | St 2569 | St 2570 |
| St 2571 | St 2572 | St 2573 | St 2574 | St 2575 | St 2576 | St 2577 | St 2578 | St 2579 | St 2580 |
| St 2581 | St 2582 | St 2583 | St 2584 | St 2585 | St 2586 | St 2587 | St 2588 | St 2589 | St 2590 |
| St 2591 | St 2592 | St 2593 | St 2594 | St 2595 | St 2596 | St 2597 | St 2598 | St 2599 | St 2600 |

### St2601 – St2700
| St 2601 | St 2602 | St 2603 | St 2604 | St 2605 | St 2606 | St 2607 | St 2608 | St 2609 | St 2610 |
| St 2611 | St 2612 | St 2613 | St 2614 | St 2615 | St 2616 | St 2617 | St 2618 | St 2619 | St 2620 |
| St 2621 | St 2622 | St 2623 | St 2624 | St 2625 | St 2626 | St 2627 | St 2628 | St 2629 | St 2630 |
| St 2631 | St 2632 | St 2633 | St 2634 | St 2635 | St 2636 | St 2637 | St 2638 | St 2639 | St 2640 |
| St 2641 | St 2642 | St 2643 | St 2644 | St 2645 | St 2646 | St 2647 | St 2648 | St 2649 | St 2650 |
| St 2651 | St 2652 | St 2653 | St 2654 | St 2655 | St 2656 | St 2657 | St 2658 | St 2659 | St 2660 |
| St 2661 | St 2662 | St 2663 | St 2664 | St 2665 | St 2666 | St 2667 | St 2668 | St 2669 | St 2670 |
| St 2671 | St 2672 | St 2673 | St 2674 | St 2675 | St 2676 | St 2677 | St 2678 | St 2679 | St 2680 |
| St 2681 | St 2682 | St 2683 | St 2684 | St 2685 | St 2686 | St 2687 | St 2688 | St 2689 | St 2690 |
| St 2691 | St 2692 | St 2693 | St 2694 | St 2695 | St 2696 | St 2697 | St 2698 | St 2699 | St 2700 |

### St2701 – St2800
| St 2701 | St 2702 | St 2703 | St 2704 | St 2705 | St 2706 | St 2707 | St 2708 | St 2709 | St 2710 |
| St 2711 | St 2712 | St 2713 | St 2714 | St 2715 | St 2716 | St 2717 | St 2718 | St 2719 | St 2720 |
| St 2721 | St 2722 | St 2723 | St 2724 | St 2725 | St 2726 | St 2727 | St 2728 | St 2729 | St 2730 |
| St 2731 | St 2732 | St 2733 | St 2734 | St 2735 | St 2736 | St 2737 | St 2738 | St 2739 | St 2740 |
| St 2741 | St 2742 | St 2743 | St 2744 | St 2745 | St 2746 | St 2747 | St 2748 | St 2749 | St 2750 |
| St 2751 | St 2752 | St 2753 | St 2754 | St 2755 | St 2756 | St 2757 | St 2758 | St 2759 | St 2760 |
| St 2761 | St 2762 | St 2763 | St 2764 | St 2765 | St 2766 | St 2767 | St 2768 | St 2769 | St 2770 |
| St 2771 | St 2772 | St 2773 | St 2774 | St 2775 | St 2776 | St 2777 | St 2778 | St 2779 | St 2780 |
| St 2781 | St 2782 | St 2783 | St 2784 | St 2785 | St 2786 | St 2787 | St 2788 | St 2789 | St 2790 |
| St 2791 | St 2792 | St 2793 | St 2794 | St 2795 | St 2796 | St 2797 | St 2798 | St 2799 | St 2800 |

### St2801 – St2900
| St 2801 | St 2802 | St 2803 | St 2804 | St 2805 | St 2806 | St 2807 | St 2808 | St 2809 | St 2810 |
| St 2811 | St 2812 | St 2813 | St 2814 | St 2815 | St 2816 | St 2817 | St 2818 | St 2819 | St 2820 |
| St 2821 | St 2822 | St 2823 | St 2824 | St 2825 | St 2826 | St 2827 | St 2828 | St 2829 | St 2830 |
| St 2831 | St 2832 | St 2833 | St 2834 | St 2835 | St 2836 | St 2837 | St 2838 | St 2839 | St 2840 |
| St 2841 | St 2842 | St 2843 | St 2844 | St 2845 | St 2846 | St 2847 | St 2848 | St 2849 | St 2850 |
| St 2851 | St 2852 | St 2853 | St 2854 | St 2855 | St 2856 | St 2857 | St 2858 | St 2859 | St 2860 |
| St 2861 | St 2862 | St 2863 | St 2864 | St 2865 | St 2866 | St 2867 | St 2868 | St 2869 | St 2870 |
| St 2871 | St 2872 | St 2873 | St 2874 | St 2875 | St 2876 | St 2877 | St 2878 | St 2879 | St 2880 |
| St 2881 | St 2882 | St 2883 | St 2884 | St 2885 | St 2886 | St 2887 | St 2888 | St 2889 | St 2890 |
| St 2891 | St 2892 | St 2893 | St 2894 | St 2895 | St 2896 | St 2897 | St 2898 | St 2899 | St 2900 |

### St2901 – St2999
| St 2901 | St 2902 | St 2903 | St 2904 | St 2905 | St 2906 | St 2907 | St 2908 | St 2909 | St 2910 |
| St 2911 | St 2912 | St 2913 | St 2914 | St 2915 | St 2916 | St 2917 | St 2918 | St 2919 | St 2920 |
| St 2921 | St 2922 | St 2923 | St 2924 | St 2925 | St 2926 | St 2927 | St 2928 | St 2929 | St 2930 |
| St 2931 | St 2932 | St 2933 | St 2934 | St 2935 | St 2936 | St 2937 | St 2938 | St 2939 | St 2940 |
| St 2941 | St 2942 | St 2943 | St 2944 | St 2945 | St 2946 | St 2947 | St 2948 | St 2949 | St 2950 |
| St 2951 | St 2952 | St 2953 | St 2954 | St 2955 | St 2956 | St 2957 | St 2958 | St 2959 | St 2960 |
| St 2961 | St 2962 | St 2963 | St 2964 | St 2965 | St 2966 | St 2967 | St 2968 | St 2969 | St 2970 |
| St 2971 | St 2972 | St 2973 | St 2974 | St 2975 | St 2976 | St 2977 | St 2978 | St 2979 | St 2980 |
| St 2981 | St 2982 | St 2983 | St 2984 | St 2985 | St 2986 | St 2987 | St 2988 | St 2989 | St 2990 |
| St 2991 | St 2992 | St 2993 | St 2994 | St 2995 | St 2996 | St 2997 | St 2998 | St 2999 |         |

### Grenzüberschreitende Staatsstraßen mit baden-württembergischer Nummerierung
Die folgenden Straßen werden in Bayern und Baden-Württemberg entweder mit derselben Nummer bezeichnet oder die Nummer der bayerischen Straße trägt zusätzlich die führende Ziffer 1. Der Straßenverlauf wird in der Regel von Nord nach Süd und von West nach Ost angegeben.

#### Unterfranken
Die folgenden Straßen wechseln von Baden-Württemberg in den bayerischen Regierungsbezirk Unterfranken.
| Nr.     | Verlauf |
| ------- | --- |
| St 507  | St 2309 in Bürgstadt – St 521 in Eichenbühl – Neunkirchen – Landesgrenze – (L 507 in Baden-Württemberg) |
| St 508  | (L 508 in Baden-Württemberg) – Landesgrenze – St 2315 in Kreuzwertheim |
| St 511  | in Würzburg-Heidingsfeld – St 2418 in Würzburg-Heidingsfeld – Würzburg-Reichenberger Grund - Würzburg-Seibertsklinge - Reichenberg – Reichenberg-Erlengrund - Reichenberg-Uengershausen – St 2295 in Geroldshausen – Geroldshausen-Moos – St 2296 in Kirchheim – Kirchheim-Geiersmühle - Landesgrenze – (L 511 in Baden-Württemberg) |
| St 521  | St 507 in Eichenbühl – Eichenbühl-Ottenmühle - Eichenbühl-Riedern – Landesgrenze – (L 521 in Baden-Württemberg) |
| St 537  | St 507 in Neunkirchen – Landesgrenze – (K 2829 im Main-Tauber-Kreis, Baden-Württemberg) |
| St 578  | / in Kist – – St 2296 – Landesgrenze – (L 578 in Baden-Württemberg) |
| St 1003 | St 2269 in Aub – Landesgrenze – (L 1003 in Baden-Württemberg) |

#### Mittelfranken
Die folgenden Straßen wechseln von Baden-Württemberg in den bayerischen Regierungsbezirk Mittelfranken.
| Nr.     | Verlauf |
| ------- | --- |
| St 1010 | (L 1010 in Baden-Württemberg) – Landesgrenze – Schnelldorf-Gumpenweiler – Landesgrenze – (L 1010 in Baden-Württemberg) |
| St 1020 | (L 1020 in Baden-Württemberg) – Landesgrenze – Rothenburg o. d. T.-Bronnenmühle - St 2268 in Rothenburg o. d. T.-Detwang |
| St 1022 | (L 1022 in Baden-Württemberg) – Landesgrenze – Rothenburg o. d. T.-Schwabenmühle - Rothenburg o. d. T.-Steinmühle - St 2419 in Rothenburg o. d. T. |
| St 1040 | (L 1040 in Baden-Württemberg) – Landesgrenze – Rothenburg o. d. T.-Herrnwinden – St 2419 |
| St 1066 | (L 1066 in Baden-Württemberg) – Landesgrenze – Schnelldorf-Holdermühle - in Schnelldorf-Hilpertsweiler – St 2222 in Feuchtwangen-Reichenbach – Feuchtwangen-Sommerau – Feuchtwangen – – Feuchtwangen-Glashofen - Feuchtwangen-Vorderbreitenthann – Aurach-Weinberg – Aurach – – Herrieden-Altmühle - St 2249 in Neunstetten – Ansbach-Zur Käfermühle - Ansbach-Windmühle – St 2248 in Ansbach-Elpersdorf b. Ansbach – Ansbach-Am Buckfeld - St 2246 in Ansbach - in Ansbach |
| St 1076 | (L 1076 in Baden-Württemberg) – Landesgrenze – Wilburgstetten-Rühlingstetten – |

#### Schwaben
Die folgenden Straßen wechseln von Baden-Württemberg in den bayerischen Regierungsbezirk Schwaben.
| Nr.     | Verlauf |
| ------- | --- |
| St 320  | (L 320 in Baden-Württemberg) – Landesgrenze – Weißensberg-Hinter der Säge - Weißensberg-Schwatzen - Weißensberg-Lampertsweiler – in Weißensberg-Rothkreuz |
| St 1060 | (L 1060 in Baden-Württemberg) – Landesgrenze – |
| St 1082 | (L 1082 in Baden-Württemberg) – Landesgrenze – St 2025 - Bachhagel – Bachhagel-Burghagel – Landesgrenze – (L 1082 in Baden-Württemberg) |
| St 1167 | (jetzt DLG 29) (L 1167 in Baden-Württemberg) – Landesgrenze – Medlingen-Obermedlingen – |
| St 1168 | (L 1168 in Baden-Württemberg) – Landesgrenze – Günzburg-Riedhausen b. Günzburg – Günzburg-Oberes Riedwirtschaft - Günzburg-Mittelried – in Günzburg-Untere Riedwirtschaft |
| St 1171 | in Höchstädt a.d. Donau – St 2212 in Höchstädt a.d. Donau - in Höchstädt a.d. Donau (Seitenast, keine Verbindung zur L 1171 in Baden-Württemberg) |
| St 1260 | (L 260 in Baden-Württemberg) – Landesgrenze – Auwald - Staatsstraße ohne Anschluss an eine klassifizierte Straße – Landesgrenze – (L 260 in Baden-Württemberg) |
| St 1264 | (L 264 in Baden-Württemberg) – Landesgrenze – St 2031 in Kellmünz a. d. Iller |
| St 1299 | (jetzt St 1264) (L 299 in Baden-Württemberg) – Landesgrenze – St 2031 in Kellmünz a. d. Iller |
| St 1308 | (L 308 in Baden-Württemberg) – Landesgrenze – Altusried-Hettisried – Altusried-Schieten - St 2009 in Altusried-Kimratshofen |
| St 1318 | (L 318 in Baden-Württemberg) – Landesgrenze – Maierhöfen-Schanz - Maierhöfen-Biesen – Maierhöfen-Hochstädt – Maierhöfen-Beeren – Maierhöfen-Anderhalbs – Maierhöfen-Linden – Maierhöfen-Vorholz – Maierhöfen-Happach – Maierhöfen – Maierhöfen-Reute – Maierhöfen-Riedholz – Maierhöfen-Obersteig – Maierhöfen-Untersteig – Grünenbach-Au – Grünenbach – St 2001 in Grünenbach-Laubenberg |

### Grenzüberschreitende Staatsstraßen mit hessischer Nummerierung
Die folgenden Straßen werden in Bayern und Hessen mit derselben Nummer bezeichnet. Alle Straßen wechseln von Hessen in den Regierungsbezirk Unterfranken. Der Straßenverlauf wird in der Regel von Nord nach Süd und von West nach Ost angegeben.
| Nr.     | Verlauf |
| ------- | --- |
| St 3115 | (L 3115 in Hessen) – Landesgrenze – Großostheim – in Aschaffenburg-Nilkheim |
| St 3180 | (L 3180 in Hessen) – Landesgrenze – St 2289 im Bad Brückenau-Staatsbad Brückenau |
| St 3202 | (L 3202 in Hessen) – Landesgrenze – St 3339 in Alzenau-Albstadt – Alzenau-Maisenhausen - (Abzweig zur St 2305 in Alzenau-Michelbach) - St 2305 in Alzenau-Michelbach                                                                           |
| St 3258 | (L 3258 in Hessen) – Landesgrenze – St 2790 |
| St 3259 | (L 3259 in Hessen) – Landesgrenze – – Wörth a. Main - Trennfurt – St 2309 in Klingenberg a. Main |
| St 3269 | (L 3269 in Hessen) – Landesgrenze – St 2306 in Geiselbach |
| St 3308 | (L 3308 in Hessen) - Landesgrenze - Kahl a. Main-Sandsteig - Landesgrenze - (L 3308 in Hessen) – Landesgrenze – St 2805/St 3309 in Kahl a. Main – Karlstein a. Main – St 2443 in Alzenau-Hörstein - St 2443 in Karlstein a. Main-Dettingen – / |
| St 3309 | (L 3309 in Hessen) – Landesgrenze – St 2805/St 3308 in Kahl a. Main |
| St 3339 | St 3202 in Alzenau-Albstadt – Landesgrenze – (L 3339 in Hessen) |
| St 3396 | (L 3396 in Hessen) – Landesgrenze – |